# Homoseksualiteit
Homoseksualiteit is seksuele gerichtheid op mensen van hetzelfde geslacht. De term homoseksualiteit wordt vaak synoniem gebruikt voor mannelijke homoseksualiteit, mede omdat ook vanuit de geschiedschrijving de nadruk op homoseksualiteit tussen mannen ligt.:13 Een vrouw met een romantische en seksuele voorkeur voor andere vrouwen wordt doorgaans lesbisch genoemd en de voorkeur zelf lesbianisme.
Homoseksueel gedrag is bij meer dan 1.500 diersoorten geconstateerd.
De exacte oorzaak van de seksuele oriëntatie is niet bekend, maar vermoed wordt dat ze voortkomt uit een complex samenspel van genetische, hormonale en omgevingsafhankelijke invloeden. In de loop van de geschiedenis zijn veel theorieën over de oorzaak van seksuele geaardheid voorgesteld, maar tot dusver wordt geen hiervan breed geaccepteerd. Desondanks zijn er sterke aanwijzingen dat niet-sociale, biologische oorzaken van groot belang zijn bij de totstandkoming van de seksuele oriëntatie. Er is geen bewijs voor het idee dat opvoeding of ervaringen uit de vroege jeugd hierbij een rol spelen.
Hoewel homoseksualiteit van alle tijden is, werd en wordt het in veel culturen afgekeurd, waardoor homoseksuelen slachtoffer zijn geworden van achterstelling, discriminatie of vervolging. Sinds de negentiende eeuw hebben in de westerse wereld homo's en lesbiennes zich hiervan proberen te bevrijden door middel van een emancipatiebeweging die in diverse landen veel van haar doelstellingen heeft weten te realiseren. Daarnaast is er een kleine, maar kenmerkende homocultuur ontstaan. 

## Terminologie

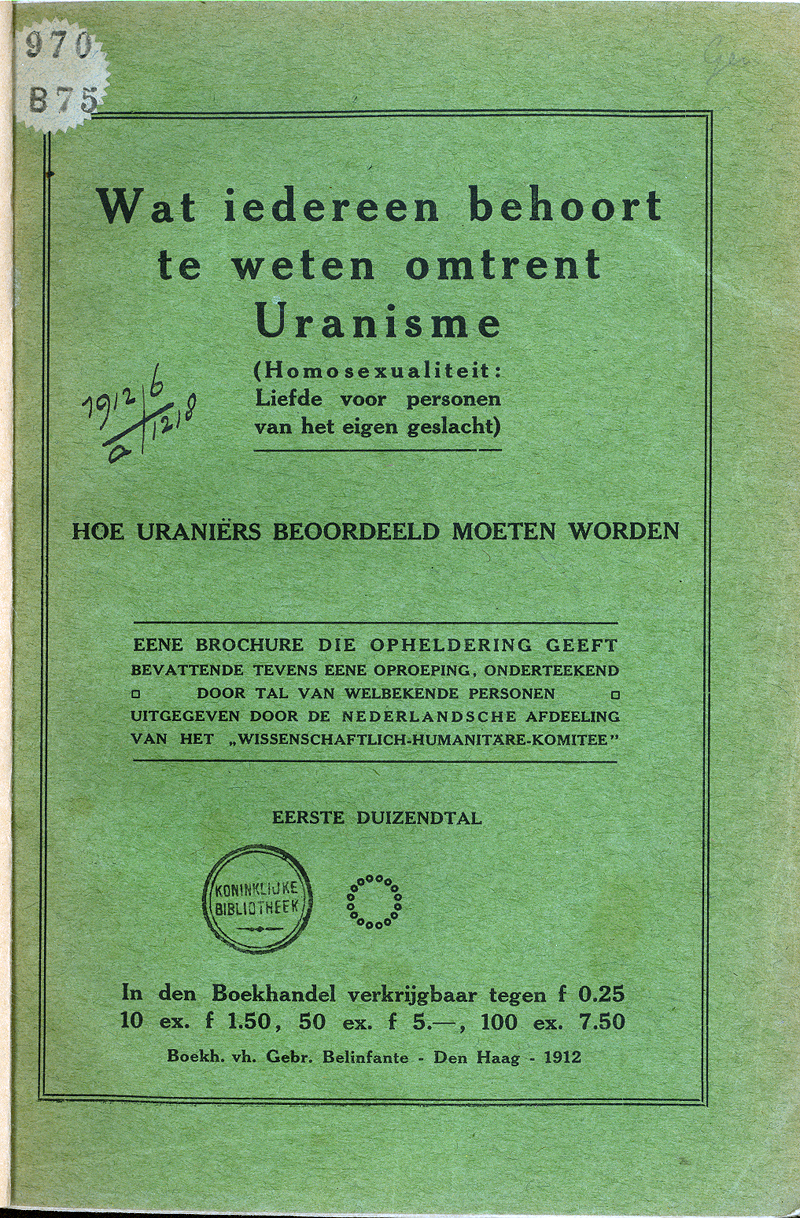
Brochure van het NWHK uit 1912 met de termen uranisme en homosexualteit.

De term homoseksualiteit is een hybride samenstelling van het Griekse ὅμοιος (homoios), dat gelijk betekent, en sexus, Latijn voor geslacht. Homo-seksueel wordt dan het best vertaald met gelijk-geslachtelijk (vergelijk de hybride samenstelling auto-mobiel, van Grieks αυτο: zelf en Latijns mobilis: bewegend). De veel gebruikte afkorting homo is dus een Griekse ontlening en heeft derhalve etymologisch niets uit te staan met Latijns homo (mens, zoals in homo sapiens, de denkende mens, in de paleontologie).
Het woord homoseksueel werd in 1869 bedacht door de Hongaarse journalist Karl Maria Kertbeny. Seksuele voorkeur voor de andere sekse wordt sinds het begin van de twintigste eeuw heteroseksualiteit genoemd. Aantrekking tot beide seksen (in meer of mindere mate) heet biseksualiteit. Deze woorden worden ook nog weleens foutief gespeld als homo-, hetero-, en bisexueel, dus met x in plaats van met ks. Het woord wordt vaak in verkorte vorm, homo, gebruikt voor een homoseksuele man.
Al wat eerder (in 1864) had de Duitse jurist Karl Heinrich Ulrichs de term uranisme bedacht als een neutraler alternatief voor het tot dan toe gangbare woord sodomie, waarmee homoseksuele handelingen als zondig werden bestempeld. Een homoseksuele man duidde Ulrichs aan als 'urning' (in het Nederlands ook wel 'uraniër') en een lesbische vrouw als 'urninde'. Na 1900 vonden deze termen ook in Nederland ingang, onder meer via de schrijver Arnold Aletrino en emancipator Jacob Schorer, maar na de Eerste Wereldoorlog werd homoseksualiteit geleidelijk aan algemeen gangbaar.
Totaan de Tweede Wereldoorlog werd de terminologie op dit gebied vaak uit het Duits en Frans overgenomen, nadien kwamen en komen ze vrijwel uitsluitend uit het Engels. Zo werd in de jaren tachtig het Engelse woord 'gay' ook in Nederland gangbaar, dat hier een meer eufemistische en trendy klank heeft dan homo. Gay betekende oorspronkelijk 'blij', 'vrolijk' of 'uitgelaten', maar werd in de jaren zestig in de Verenigde Staten een term om homoseksuelen aan te duiden die trots voor hun geaardheid uitkomen.
Voor het verlangen van man of vrouw naar een geslachtsgenoot, maar niet speciaal een seksuele gedraging, werd in Nederland en België ook wel de term homofilie gebruikt. Dit woord werd in 1949 door homobelangenorganisatie COC geïntroduceerd om het seksuele aspect van homoseksualiteit te verhullen en gold tot in de jaren 1970 als meer beschaafd, maar tegenwoordig wordt 'homofiel' doorgaans als denigrerend ervaren. 
Iemand die louter sociale contacten met mensen van hetzelfde geslacht verkiest, is homosociaal.  Andere nieuwe woorden zijn 'homosueel', een eufemisme dat door de schrijver Gerard Reve bedacht werd, en 'hotero', een door de zanger Jan Rot gepopulariseerde term voor homo en hetero samen.
Vanaf midden jaren negentig werd 'homo' ook opgenomen in bredere termen. Eerst in Vlaanderen, maar ook wel in Nederland kwam het assemblagewoord holebi (homo, lesbisch, bi) in gebruik, met samenstellingen als holebiseksueel, holebiseksualiteit. Internationaal worden de verschillende niet-heteroseksuele voorkeuren doorgaans samengevat met de Engelstalige afkorting LGBT (lesbian, gay, bisexual, transgender), hoewel transgenders niet noodzakelijk homoseksueel zijn. 
Binnen de medische wetenschap en de gezondheidszorg wordt de term 'mannen die seks hebben met mannen' (MSM) en 'vrouwen die seks hebben met vrouwen' (VSV) gehanteerd. Deze termen worden gebruikt om iemands seksuele gedrag te beschrijven, onafhankelijk van de seksuele identiteit.

### Geuzennamen
Voor mannelijke homoseksuelen ontstonden in de loop der tijd verschillende scheldwoorden. Deze refereren vaak aan vrouwelijkheid, overeenkomstig de 19e eeuwse theorie van de seksuele inversie, waarin homoseksualiteit werd gezien als het hebben van een "vrouwelijke ziel in een mannelijk lichaam" en men vond dat een homo geen echte man was. Toen de homobeweging in de jaren zeventig activistischer en radicaler werd ging zij dergelijke scheldwoorden als geuzennaam gebruiken, enerzijds als uiting van assertiviteit en zelfverzekerdheid, anderzijds om de buitenwereld te confronteren met de discriminatie waar die woorden blijk van geven.
De bekendste scheldwoorden die tot geuzennamen werden zijn:
- Flikker: Nederlands scheldwoord voor een homoseksuele man, waarvan de herkomst niet duidelijk is. Een waarschijnlijke verklaring is dat het een verkorting is van sodeflikker, wat van flikkeren in de zin van 'onrustig fladderen' komt.[13] Flikker werd door strijdbare homo's als geuzennaam gebruikt,[14] onder meer door organisaties als het Flikkerfront, de Roze Flikkers en de Rooie Flikkers. Ook was er de punkband Tedje en de Flikkers en werd van 1980 t/m 1999 de Flikkeragenda uitgegeven.
- Janet of jeannet: in Vlaanderen het meest gebruikelijke scheldwoord voor een (verwijfde) homoman, mogelijk afgeleid van Jeanette, zoals veel hoeren zich al in de 15e eeuw noemden. De term komt in diverse samenstellingen voor, zoals kantjanet (een homo aan de zelfkant) en janettenkot (voor een homocafé) en werd als geuzennaam gevoerd, bijvoorbeeld in de leus "potten en janetten tegen de raketten" tijdens vredesdemonstraties in de jaren tachtig.[15][16]
- Mietje: scheldwoord voor een vermeend slappe en zwakke homoseksuele man, afgeleid van sodomie. Verder verkort tot 'mie' werd het in de jaren zeventig gebruikt in samenstellingen om diverse soorten homo's ('mieën') mee aan te duiden: kantoormie, relmie, kunstmie, en er was het adjectief 'mieus' voor verwijfd.[17] De term werd ook als geuzennaam gebruikt, zo was Mietje bijvoorbeeld de titel van het tijdschrift van de Rooie Flikkers.
- Nicht: in Nederland geaccepteerde benaming tussen homo's onderling, maar vaak afkeurend bedoeld door buitenstaanders om er het vrouwelijke van homo's mee aan te duiden. De term 'nigt' werd reeds begin 18e eeuw door sodomieten onderling als codewoord gebruikt. Samenstellingen met dit woord zijn onder meer: leernicht (van leerfetisjisme), Reguliersnicht (van Reguliersdwarsstraat), relnicht, roddelnicht en nichtenkit (voor homokroeg).[17]
- Poot: scheldwoord voor homo's, vermoedelijk afgeleid van 'ruigpoot', de behaarde, ruige kant van de hand, verwijzend naar de rug, oftewel de "verkeerde kant" van de sekspartner. Ook gebruikt als geuzennaam en in samenstellingen als potenrammen (voor antihomoseksueel geweld) en broodpoot (voor homoseksuele prostitutie).[18] Bij het COC traden twee decennia lang de "Freules van Pothoven tot Ruigenhoek" op met travestiecabaret en toneelvoorstelligen vol dubbelzinnige woorden uit de homoseksuele subcultuur.[19]
- Utrechtenaar: in Nederland een tijd lang een scheldwoord voor een homoseksuele man, verwijzend naar de Utrechtse sodomieprocessen. De term werd vooral door mensen van buiten de stad Utrecht gebruikt. Zo werden in het Utrechtsch Nieuwsblad aanvankelijk zowel 'Utrechtenaar' als 'Utrechter' gebruikt, maar vanwege de negatieve connotatie van 'Utrechtenaar' besloot de redactie rond 1947 om voortaan alleen 'Utrechter' te schrijven.[20][21][22] Utrechtse homoseksuelen gebruiken het woord als geuzennaam.[23]

### Lesbische vrouwen
Voor homoseksuele vrouwen bestaan in het Nederlands de volgende woorden:
- Lesbische vrouw: nu gangbare aanduiding voor homoseksuele vrouwen, ook door henzelf gebruikt.
- Lesbienne: verouderde term voor homoseksuele vrouwen en destijds gebruikt als tegenhanger van homo(seksueel). Vergelijk de in onbruik geraakte aanduiding homofiel.
- Lesbo: steeds vaker voorkomende inkorting van lesbische vrouw of lesbienne, met een wat stoerdere klank, ook als tegenhanger van homo.
- Pot: van lollepot afgeleid scheldwoord voor lesbiennes, maar door hen zelf ook als geuzennaam gebruikt, onder meer tijdens demonstraties, maar bijvoorbeeld ook bij "potten- en flikkerdiscotheek" De Trut.
- Tribade: ouderwets woord voor lesbische vrouw.
- Sapphiste: een archaïsch woord dat naar Sappho verwijst, hoewel zij mogelijk een wijdere seksualiteit (wat we heden ten dage biseksueel of panseksueel zouden noemen) had dan het gebruik van dit woord suggereert.

Daarnaast bestaan er in de seksuele volkstaal nog een hele reeks andere (scheld)woorden voor homoseksuelen en homoseksualiteit.

## Algemeen

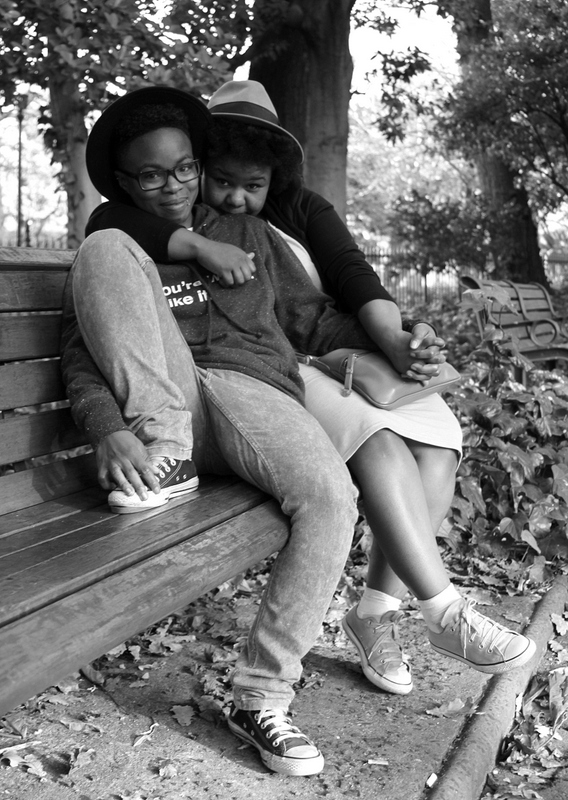
Een lesbisch stel in Zuid-Afrika

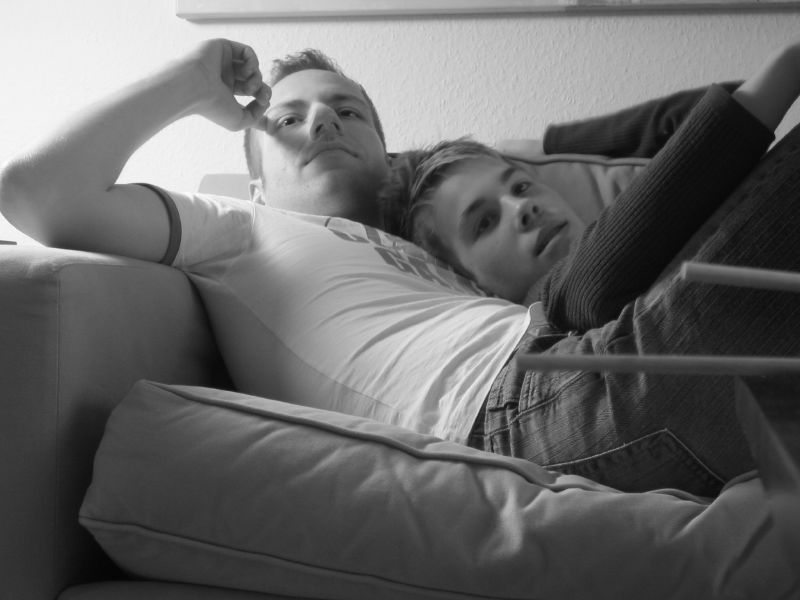
Een homoseksueel stel kijkt samen een film

### Percentages
Mensen met een min of meer sterke homoseksuele voorkeur en activiteiten vormen een minderheid van de totale bevolking. In de twintigste eeuw werd de grootte van deze minderheid geschat op waarden uiteenlopend van 1% en 37% van de bevolking, maar doordat het onderwerp nog steeds moeilijk ligt in de samenleving, is het moeilijk de aantallen in harde cijfers uit te drukken. In doorsnee lijken de onderzoekingen in zowel de Verenigde Staten als Europa aan te geven dat 10% of meer van de mensen ooit een homoseksueel contact heeft gehad, en dat 2% tot 5% van de mensen daar een sterke voorkeur voor heeft. 
Een onderzoek door het Amerikaanse bureau Gallup uit 2012 gaf aan dat 3,4% van de volwassen Amerikanen zichzelf lgbt'er, oftewel homoseksueel, biseksueel, lesbisch of transgender noemt. Daarbij duiden niet-blanken, vrouwen en jongeren zich relatief wat vaker als zodanig aan. Dit percentage steeg in 2016 naar 4,1% en naar 4,5% in 2018. Uit een onderzoek uit 2002 bleek dat Amerikanen het percentage homoseksuelen veel te hoog inschatten, namelijk rond de 20%. In 2018 was homoseksualiteit volgens 50% van de ondervraagden aangeboren, terwijl 30% dacht dat het voornamelijk door de omgeving en de opvoeding veroorzaakt wordt.
Volgens het Australische onderzoeksbureau Roy Morgan Research beschouwde in 2018 4,1% van de mannen en 2,8% van de vrouwen in Australië zich als homoseksueel. Deze cijfers komen overeen met die uit Frankrijk waar 4,1% van de mannen en 2,6% van de vrouwen zichzelf alszodanig identificeerden. Uit het Australische onderzoek bleek dat deze cijfers per leefstijdscategorie sterk uiteenlopen: van de tieners beschouwt 4,6% zich als homoseksueel, van de twintigers 6,5%, van de dertigers 4,2%, van de veertigers 2,8% en bij mensen van 50 jaar en ouder is dat 1,7 procent.

#### België en Nederland
In België en Nederland wordt vaak gezegd dat één op de tien inwoners in meer of mindere mate homoseksueel is. Dit cijfer komt echter uit het Amerikaanse Kinsey report uit 1948 en werd sindsdien vooral door de homobeweging gebruikt. 

#### Nederland
Nederlands onderzoek in de jaren 1960 gaf een resultaat van 5% overwegend homoseksuele respondenten. Uit een rapport van het Sociaal en Cultureel Planbureau uit 2012 blijkt dat grofweg 4% van de mannen zich als homoseksueel identificeert en 3% van de vrouwen als  lesbisch. Als biseksueel betitelen zich 3% van de mannen en eveneens 3% van de vrouwen, terwijl 10% van de mannen en 12% van de vrouwen aangaven dat zij een of meerdere keren seks hebben gehad met mensen van het eigen geslacht.
Volgens onderzoek van het Centraal Bureau voor de Statistiek (CBS) waren er in Nederland in 2023 ongeveer 272.000 homoseksuele mannen (1,8% van de bevolking van 15 jaar en ouder) en 106.000 lesbische vrouwen (0,7% van de bevolking van 15 jaar en ouder). Deze getallen betreffen alleen mannen en vrouwen die tijdens het onderzoek aangaven zich "alleen tot mannen" respectievelijk "alleen tot vrouwen" aangetrokken te voelen. Mannen en vrouwen die zich "vooral tot mannen" respectievelijk "vooral tot vrouwen" aangetrokken voelen werden door het CBS aangemerkt als bi-plus.
In grote steden wonen vaak relatief meer homoseksuelen. Zo bleek in 2009 dat in Amsterdam tussen de 10% en 11% van de mannen van 18 jaar en ouder homoseksueel is en tussen de 3% en 4% van de vrouwen lesbisch. Van de mannen tussen 30 en 34 jaar woonde 11,7% samen met een man en 5,9% van de vrouwen met een vrouw.

### Autisme
Uit het Nederlands Autisme Register 2017 van de Vrije Universiteit Amsterdam blijkt dat homoseksualiteit onder mensen met autisme vaker voorkomt, namelijk bij 9% van de mannen en 5% van de vrouwen. Ook biseksualiteit komt onder mensen met autisme vaker voor. De oorzaak hiervoor is niet bekend, wel dat het voor deze mensen vaak extra complex is, onder meer als het gaat om de coming-out.

### Homoseksuele gevoelens
Sommige mensen die over het algemeen heteroseksueel zijn, kunnen bij gelegenheid gevoelens voor mensen van de eigen sekse hebben. Andersom is het ook zo dat veel mensen die zichzelf als homoseksueel zien of de voorkeur geven aan homoseksuele contacten, ook heteroseksuele contacten of langdurige heteroseksuele relaties hebben gehad. Veel homoseksuelen komen pas na een langjarig huwelijk uit de kast. Traditioneel was het onderhouden van een heteroseksuele relatie voor homoseksuelen een methode om de werkelijke seksuele geaardheid voor de maatschappij te verbergen. In veel landen (bijvoorbeeld China en Egypte) werd en wordt seksuele activiteit met de eigen sekse oogluikend getolereerd als de persoon in kwestie wel trouwt en kinderen krijgt. Hij of zij geldt dan officieel nog steeds als hetero. Het is mogelijk dat dit met het toenemen van de acceptatie van homoseksualiteit in de maatschappij minder vaak zal voorkomen.

### Homoseksueel gedrag
Anderzijds komt het voor dat personen met een heteroseksuele aanleg die geen toegang tot personen van de andere sekse hebben, om hun seksuele instincten te kunnen uitleven homoseksuele handelingen aangaan. Dit komt (of kwam) voor in gevangenissen, kloosters, kostscholen, kazernes of aan boord van schepen en werd ook wel noodhomoseksualiteit genoemd.
Seksuele activiteit met een persoon van dezelfde sekse op zich wordt niet altijd homoseksualiteit genoemd; het wordt gezien als homoseksueel gedrag. Niet iedereen die homoseksueel gedrag vertoont, ziet zichzelf als een homoseksueel of als biseksueel. Sommige mensen hebben frequent homoseksueel contact en omschrijven zichzelf toch als heteroseksueel. Het is daarom belangrijk onderscheid te maken tussen homoseksueel gedrag, homoseksuele aantrekking, en homoseksuele identiteit; deze hoeven niet altijd gezamenlijk voor te komen.
In Nederland zijn naar schatting zo'n 40.000 mannen die wisselende seksuele contacten met andere mannen (MSM) hebben. Jaarlijks verlaten ongeveer 7000 tot 9000 mannen deze groep en komt er een vrijwel even groot aantal weer bij. Omdat de seksuele contacten ook op niet-veilige wijze plaatsvinden is deze groep extra vatbaar voor seksueel overdraagbare aandoeningen (soa's). In 2022 werd deze groep getroffen door een uitbraak van het nieuwe apenpokkenvirus.

### Ontstaan van homoseksualiteit
Er bestaan allerlei theorieën over het ontstaan van homoseksualiteit. Veel van die theorieën worden fel bestreden. Is homoseksualiteit aangeboren of tijdens de jeugd verworven? Is homoseksuele geaardheid iets van de laatste paar eeuwen, of is zij er altijd al geweest? Hebben alle homoseksuelen iets gemeenschappelijks, afgezien van hun seksuele aanleg? Is het ontstaan van een homoseksuele aanleg bij mannen vergelijkbaar met het ontstaan van een lesbische geaardheid bij vrouwen? Over deze en verwante vraagstukken werd en wordt veel gediscussieerd. Er is nog geen verklaring op tafel gekomen die aanspraak kan maken op algemene geldigheid.
Een van de biologische theorieën is dat de ontwikkeling van neuronen en dendrieten in de amygdala en delen van de hypothalamus per sekse verschillend zijn doordat deze hersendelen zich tijdens de ontwikkeling van de foetus bij de aanwezigheid van testosteron anders zouden ontwikkelen dan bij de afwezigheid ervan.
Het betreft overigens niet de gehele hypothalamus of amygdala, maar slechts bepaalde onderdelen ervan, de seksueel dimorfe kernen. Zo is in de hypothalamus de area praeoptica medialis bij mannen over het algemeen groter dan bij vrouwen. In de amygdala is de corticomediale kern ook groter bij mannen. Deze kern is verbonden met de area praeoptica medialis van de hypothalamus.
Het lijkt erop dat dit verschil in ontwikkeling zorgt voor de geslachtsgerelateerde verschillen in het denken, seksuele oriëntatie, agressie en cognitieve functies. Sommige onderzoekers denken dat homoseksualiteit ontstaat doordat er tijdens de embryonale ontwikkeling wel testosteron vrijkomt, maar bij de foetale ontwikkeling niet.
Door sommige wetenschappers is geopperd dat de hoeveelheid geslachtshormonen waar de foetus in de baarmoeder aan wordt blootgesteld zichtbaar is in de wijsvinger-ringvinger-index. Dit zou betekenen dat bij heteroseksuele mannen de wijsvinger korter is dan de ringvinger en bij homoseksuele mannen de wijsvinger en ringvinger even lang zijn of de wijsvinger langer is. Dat betekent dat een langere wijsvinger bij mannen zou duiden op een grotere kans op homoseksualiteit. Deze index is echter betwist.
Wanneer erfelijkheid een rol speelt in de (homo)seksuele identiteit, leidt dit in eerste aanzet tot de aanname dat wegens het uitblijven van nageslacht, volgens een Darwinistische benadering dit genotype mettertijd zou verdwijnen of veel minder voorkomt dan thans wordt gemeten. Onderzoek uit 2004 door de Italiaanse wetenschappers Andrea Camperio Ciani en Giovanni Zanzotto heeft aangetoond dat vrouwen bij wie homoseksualiteit voorkomt in de mannelijke lijn van hun familie, statistisch gemiddeld meer nageslacht hebben. Volgens de onderzoekers zou dit duiden op de aanwezigheid van een gen dat seksegewijs een andere - of tegengestelde - functie heeft, de seksueel antagonistische selectie. In vrouwen die niet homoseksueel zijn geeft dit gen het individu een evolutionaire voorsprong, wat indirect weer zou voldoen aan het Darwinmodel. De onderzoekers beschouwden totaal drie verklaringen voor het empirisch bewijs en elimineerden er twee door een vervolgonderzoek bij een grote groep, zodat het seksueel antagonistisch model resteerde.
Er is ook een theorie die stelt dat de kans op homoseksualiteit bij mannen toeneemt naarmate hij meer oudere, biologische broers heeft. Dit heeft niet met de opvoeding te maken, maar met de zwangerschap. Men stelt dat bij een vrouw in de baarmoeder een immuunreactie optreedt wanneer er een jongetje in gedragen wordt. Hierdoor worden de hersenen van de foetus aangedaan, en dan specifiek de regio die de geaardheid bepaalt. Deze reactie bij de moeder zou dan bij iedere volgende zwangerschap van een jongen sterker worden. De theorie verklaart echter niet waardoor een oudste zoon homo kan zijn.
Vroeger werd mede door de invloed van theologie homoseksualiteit bij de parafilieën ingedeeld. In de wereld van de psychologie en psychiatrie bestaat al geruime tijd discussie over de classificatie van parafilieën als psychische aandoening. Er is een stroming die stelt dat de classificatie te veel berust op maatschappelijke visies en normen. Men trekt dus de fundamentele psychopathologische aard van parafilieën in twijfel. Zo zijn homoseksualiteit en zoöfilie (als zelfstandige parafilie) inmiddels uit de classificatie verdwenen en is homoseksualiteit sinds 1990 niet meer opgenomen in de lijst van geestesziekten van de Wereldgezondheidsorganisatie. Anderen menen dat de parafilieën niet als zodanig geschrapt hoeven te worden, maar wel scherpere criteria behoeven.

### Outing/Uit de kast komen

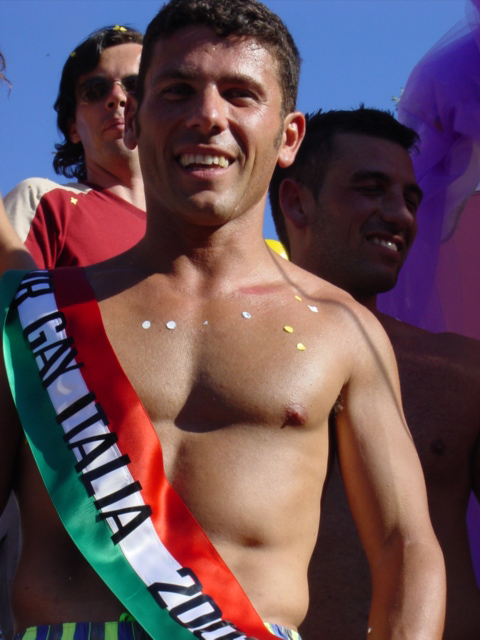
Mister Gay Italia 2003

Omdat homoseksualiteit nog altijd niet algemeen geaccepteerd is, blijft het voor veel homo's moeilijk om hun geaardheid te delen met de buitenwereld. Er zijn homo's die hun geaardheid hun leven lang geheim houden of ontkennen. Er zijn ook homo's die trouwen met iemand van de andere sekse en kinderen krijgen. In veel landen maakt de wet en de heersende mentaliteit het onmogelijk voor homoseksuelen om hun geaardheid openbaar te maken. Bijna elke homo draagt zijn of haar geaardheid een korte of langere periode als geheim met zich mee. Daarom wordt het delen van dat geheim met de omgeving uit de kast komen genoemd: de homo opent de deuren en laat zichzelf zien aan de buitenwereld.
Het hoe en wanneer uit de kast komen is voor iedere homo anders. Ten eerste moet de persoon voor zichzelf duidelijk hebben wat zijn of haar geaardheid is. Dit kan al duidelijk zijn in de kinderjaren, maar sommigen weten dat pas als ze allang volwassen zijn. Er zijn ook mensen die er tijdens een huwelijk met een partner van de andere sekse achter komen. Soms heeft de omgeving al een vermoeden nog voordat de homo zelf overtuigd is van zijn geaardheid.
Dan is er natuurlijk nog de angst voor hoe de omgeving zal reageren. Met name de opvattingen van goede vrienden en directe familie kan enorm belemmerend werken voor het uit de kast komen. En bij jongeren speelt de angst mee buiten de groep te vallen. In steden zal men over het algemeen begripvoller reageren dan op het platteland. Niet alleen omdat stedelingen doorgaans progressievere opvattingen hebben, maar ook omdat er in de steden een grotere diversiteit van mensen is, waardoor het normaler is. Op het platteland is homoseksualiteit minder gewoon en dus maakt dat het lastiger om uit de kast te komen. Meestal vertelt de homo het voor het eerst aan de familie, gevolgd door de beste vrienden en collega's.
Deels uit de kast komen is ook mogelijk. Een homo kan ervoor kiezen om het alleen aan vertrouwelingen te vertellen en niet aan bijvoorbeeld collega's. Dit neemt wel een risico met zich mee dat een vertrouweling per ongeluk of expres het geheim doorvertelt. Meestal zijn homo's erg opgelucht nadat ze uit de kast zijn gekomen. Want of de omgeving het accepteert of niet, de homo hoeft dan geen geheim meer met zich mee te dragen. Alleen dat idee al is bevrijdend.

### Andere dieren
Ook bij andere dieren dan de mens komt homoseksueel gedrag voor, bijvoorbeeld bij papegaaien in gevangenschap en met beperkte partnerkeuze, zoals grijze roodstaarten.
Ook bij meeuwen worden vrouwtjesparen die nesten bouwen vastgesteld. 

## Homoseksualiteit in de oudheid

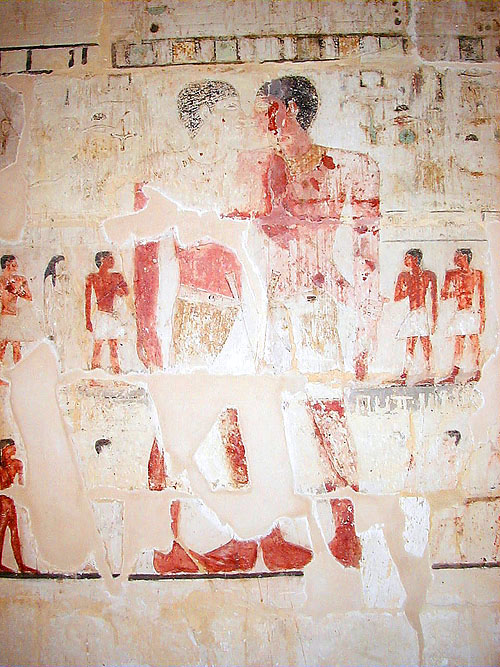
Chnoemhotep en Nianchchnoem, over wie gespeculeerd is dat dit het eerste bekende homoseksuele stel uit de geschiedenis zou zijn — vijfentwintigste eeuw v.Chr.

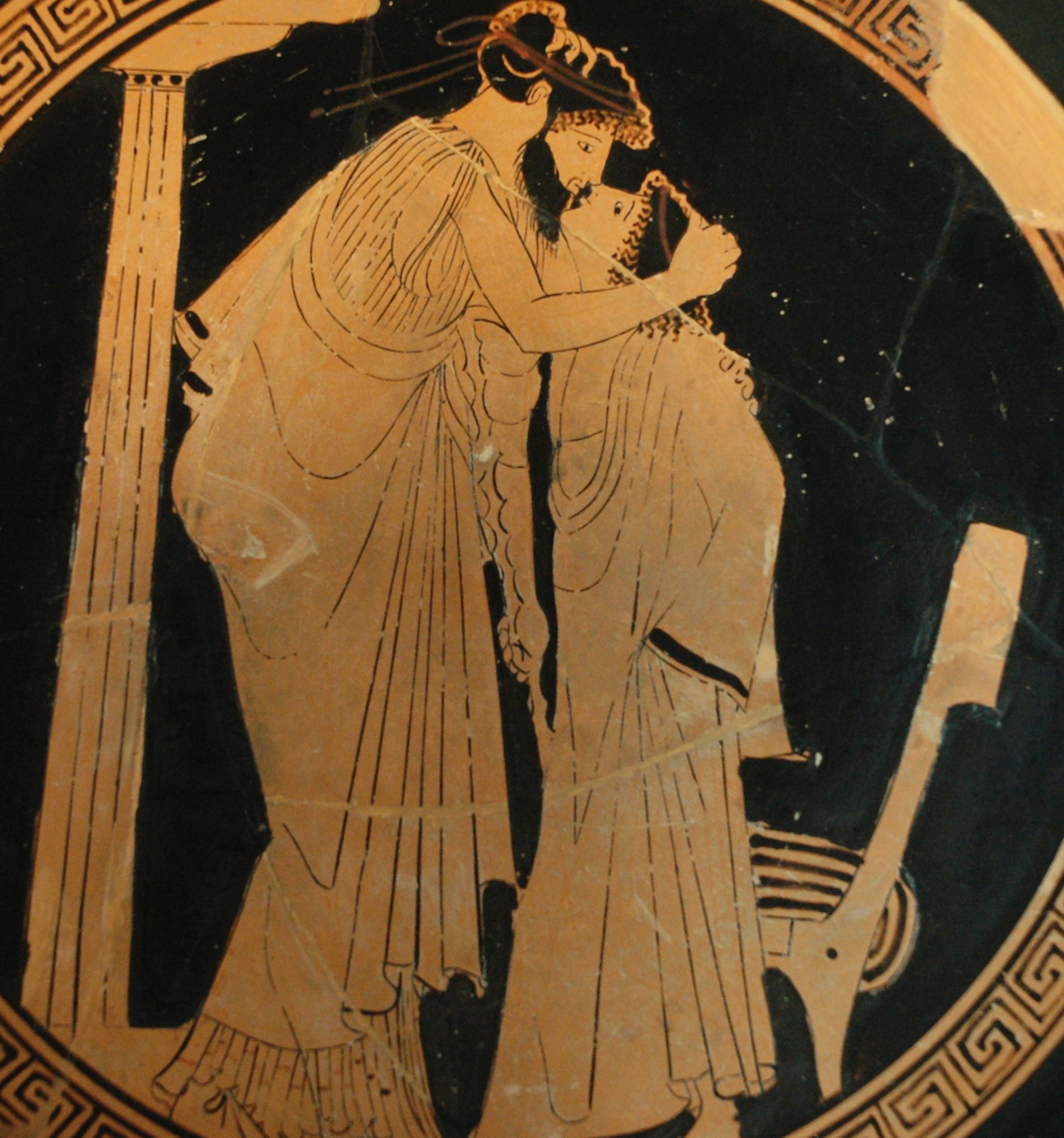
Uitbeelding van een pederastische relatie: Erastes (links) en Eromenos kussen elkaar

In het oude Griekenland was seksualiteit niet gebonden aan algemene normen, maar gericht op de erkenning van de seksuele behoeften van de man. Naast strenge zedigheid, vooral een eis voor vrouwen, was er sprake van de grofste uitspattingen. Naast prostitutie was er de pederastie, een liefdesrelatie, inclusief lichamelijke intimiteiten, tussen een oudere man en een adolescent. Vermoedelijk heeft deze vorm van seksualiteit zijn oorsprong in het soldatenleven. Pederastie werd veelal gesublimeerd tot een opvoedkundige relatie, waarbij de oudere man zijn jongere pupil morele en culturele waarden bijbracht, maar die ook diende als seksuele verstrooiing. Hoewel de meeste Grieken zowel relaties met vrouwen als met mannen hadden, waren er uitzonderingen op deze regel. Sommigen meden de verhouding met een vrouw, anderen die met een man.
Er bestaat bronnenmateriaal over het voorkomen van vergelijkbare seksuele relaties in de cultuur van andere volkeren uit de oudheid, zoals de Thraciërs, de Kelten en verscheidene Germaanse volkeren als de Heruli en de Taifali. Volgens Plutarchus was de gewoonte ook al lange tijd in gebruik bij de Perzen, hoewel zij die volgens Herodotus van de Grieken hadden geleerd.
Gelijktijdig met de praktijk bestond er zowel binnen als buiten de culturen waarin het voorkwam weerstand tegen aspecten van de pederastie. Bij de Grieken heerste er in enkele steden een verbod op pederastie, terwijl er in andere steden, waaronder Sparta, mensen waren die alleen de niet-seksuele vorm toelaatbaar achtten. In de geschriften van Plato wordt een lagere waarde toegekend aan de geslachtelijke omgang met jongens die bemind worden, deze omgang wordt veroordeeld, terwijl de minnaar die zich beheerste en zich onthield van de seksuele handelingen werd verheerlijkt. Dit laatste wordt dan ook platonische liefde genoemd.

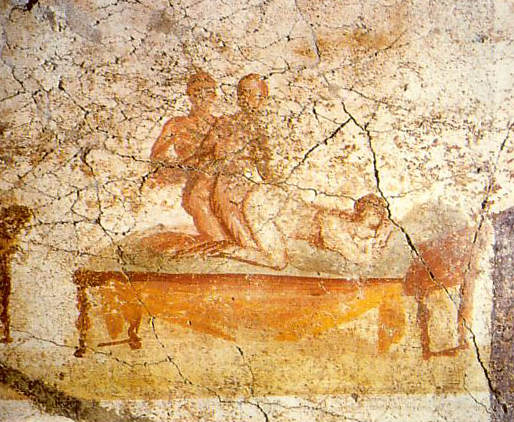
Twee mannen en een vrouw tijdens seksuele interactie op een wandschildering uit Pompeii, rond 79 v.Chr.

In de Romeinse tijd ging de status van de pederastie als ritueel onderdeel van de opvoeding goeddeels teloor, een proces dat al was ingezet bij de Grieken. De Romeinen stelden de pederastie, die beschouwd werd als een activiteit die primair werd gemotiveerd door seksuele begeerte, tegenover de begeerte voor een vrouw. Maatschappelijke acceptatie van pederastierelaties nam door de eeuwen heen nu eens af, dan weer toe. Conservatieve denkers veroordeelden het als een uitspatting. Veel Romeinse keizers hadden echter wel gelijkgeslachtelijke (meestal pederastische) seksuele contacten.
De opkomst van het christendom leidde ertoe dat pederastie werd onderdrukt, aangezien zij een van de centrale elementen vormde in een klassiek-heidense cultuur, die door de kerkvaders werd beschouwd als een hindernis bij hun bekeringsarbeid. Rechtvaardiging hiervoor werd ontleend aan het Oude Testament. De vroeg-christelijke keizers onderdrukten de pederastie fel, zoals ze dat ook deden met andere omgangsvormen uit de Grieks-Romeinse cultuur. Dit paste in hun beleid om het christendom op te leggen als staatsreligie. Zo verbood keizer Justinianus I in 538 in de Institutiones Justiniani alle vormen van vermeende tegennatuurlijke ontucht, hoewel dit vooral bedoeld leek om vijanden uit de weg te ruimen, want de enige bekende slachtoffers waren twee prominente bisschoppen. De nieuwe wet volgde enkele vroege interpretaties van de lex Julia de adulteriis. Ook de joodse religie veroordeelde de sodomie en dit werd later overgenomen in de islam.

## Religieuze overwegingen
Homoseksueel gedrag wordt niet door iedereen geaccepteerd. Onder andere diverse religieuze richtingen wijzen homoseksualiteit als zondig af. In meerdere landen en culturen heeft dit ertoe geleid dat homoseksualiteit daar als een misdaad wordt beschouwd. Deze zienswijze levert voor de betreffende overheden ernstige kritiek op van de internationale gemeenschap in verband met het schenden van mensenrechten.

### Christendom
Vele eeuwen lang hebben zowel de Rooms-Katholieke Kerk, de oosters-orthodoxe kerken als de meeste protestantse kerken op basis van de Bijbel een vijandige houding ingenomen tegenover met name homoseksuele handelingen van mannen. In de Bijbel staan enkele passages die seksuele handelingen tussen mensen van hetzelfde geslacht uitdrukkelijk verbieden of hekelen. Over de interpretatie van deze (oude) teksten en hun toepasbaarheid voor mensen in een moderne samenleving wordt veel gediscussieerd.
Tegenwoordig wordt er binnen het christendom verschillend gedacht over homoseksualiteit. Sommige kerkgenootschappen zijn uiterst negatief over homoseksuele daden, maar in andere is homoseksualiteit geaccepteerd en kan een homohuwelijk worden ingezegend. Het standpunt van de Rooms-Katholieke Kerk (en ook vele protestantse) is dat mensen met een homoseksuele geaardheid met respect behandeld dienen te worden, maar dat dit geen goedkeuring van homoseksuele handelingen of het homohuwelijk mag inhouden. Overigens zijn er aanwijzingen dat zich in het Vaticaan van ouds een sterke homoseksuele gemeenschap bevindt.
Als alternatief voor de officiële leer van de grote christelijke kerken is er binnen het kader van de bevrijdingstheologie ook een homotheologie gevormd die zich bezighoudt met de vraag of twee mensen van hetzelfde geslacht een toegewijde, liefdevolle relatie met Gods zegen kunnen hebben en die de Bijbel in dat licht probeert te interpreteren.

### Jodendom
Ook joden die homoseksualiteit afwijzen doen dit vanuit een Bijbelse interpretatie dat God de mens als man en vrouw heeft geschapen en dat alleen deze beide binnen het huwelijk seksuele gemeenschap met elkaar mogen hebben. Tegenwoordig hebben de diverse synagogegemeenschappen zeer uiteenlopende opvattingen over acceptatie of afwijzing van homoseksualiteit.

### Islam
Ook veel moslims wijzen homoseksueel gedrag af omdat dat in strijd zou zijn met het islamitisch geloof.

## Vervolging van homoseksuelen

### Middeleeuwen
In het Oude Testament wordt ondubbelzinnig verklaard dat homoseksuele handelingen een gruwel zijn in de ogen van God en dat personen die zich er schuldig aan maken gedood moeten worden. Iets anders is of dat ook altijd de geldende praktijk is geweest. Jezus Christus deed in het Nieuwe Testament weliswaar geen uitspraken over homoseksualiteit, maar wees er wel op dat de wet van God niet heeft afgedaan en liet zich in het algemeen streng-orthodox uit, bijvoorbeeld op het terrein van de echtscheiding en de prostitutie. In de brief van Paulus aan de Romeinen wordt in hoofdstuk 1 een openlijke afkeuring uitgesproken.
Op basis van de Bijbel waren homoseksuele handelingen, die destijds sodomie genoemd werden, volgens de katholieke kerk een zonde. Deze dienden opgebiecht te worden, waarna na het tonen van berouw een kerkelijke boetedoening en tijdelijke uitsluiting van deelname aan de eucharistie opgelegd kon worden. Van een door de wereldlijke autoriteiten opgelegde (dood)straf was aanvankelijk nog geen sprake.
Daarnaast was (platonische) liefde tussen twee mannen in de Middeleeuwen niet ongebruikelijk en dit werd dan ook zelden met sodomie in verband gebracht. Vriendenparen van gelijk geslacht werden soms door de kerk gezegend en naast elkaar begraven. Een dergelijke bloedbroederschap had echter niet alleen een romantische kant, maar diende vaak ook als sociaal-economische zekerheid, doordat beide vrienden elkaar bescherming beloofden.
In de meeste Europese landen waren homoseksuele handelingen tot aan de dertiende eeuw niet strafbaar. John Boswell zette zich in 1980 af tegen de nadruk op vervolging die in historisch onderzoek naar homoseksualiteit de overhand had. Hij zag in de twaalfde eeuw een opleving van seksuele tolerantie, wat blijkt uit de titel van zijn hoofdstuk over het gedicht Ganymedes en Helena, The Triumph of Ganymede. Deze Boswell-thesis heeft echter de nodige kritiek gekregen, omdat deze de zaak te rooskleurig zou voorstellen.
In deze periode werd de Rooms-Katholieke Kerk echter steeds dogmatischer om zo het ware geloof te kunnen definiëren. Met de ontwikkeling van de dogmatiek werd niet alleen duidelijk wat het ware geloof inhield, het maakte ook duidelijk wat hier niet mee overeenkwam. Dit laatste kon uiteindelijk niet meer getolereerd worden en aanhangers hiervan werden vanaf de 12e eeuw vervolgd, wat Robert Ian Moore de persecuting society heeft genoemd. Vervolging bleef niet beperkt tot aanhangers van niet-geaccepteerde geloven als het jodendom en geloofsrichtingen die als ketterij werden beschouwd, maar omvatte ook leprozen en homoseksuelen.
De relatieve tolerantie die er wel was, veranderde als gevolg van de propaganda van de kruistochten, waarin sodomie een politieke lading kreeg. Zo zou Mohammed als vijand van de natuur sodomie bevorderd hebben en zouden Saracenen bisschoppen verkrachten en christelijke jongens voor hun vleselijke lusten misbruiken. Daarna werd sodomie een standaardbeschuldiging tegen ketters en men sprak destijds ook wel van de ketterij die mannen met elkaar bedreven.
De vervolging begon echter buiten Europa, in het Koninkrijk Jeruzalem. Homoseksueel gedrag, quam faciens tam patiens (zowel actief als passief), werd daar voor het eerst strafbaar gesteld in 1120 tijdens het lokale Concilie van Nablus. De straf was dood door de brandstapel, maar deze straf kon ontlopen worden door berouw te tonen. Werd iemand voor de tweede maal betrapt, dan was wederom berouw mogelijk, maar volgde wel verbanning uit het koninkrijk. Hierdoor veranderde sodomie tussen 1250 en 1300 van een weliswaar zondige, maar meestal geen strafbare praktijk, tot iets waar bijna overal in Europa de doodstraf op kwam te staan. Voor zover bekend was messenmaker Jean de Wettre de eerste die om deze reden op 8 september 1292 in Gent op de brandstapel kwam.:41

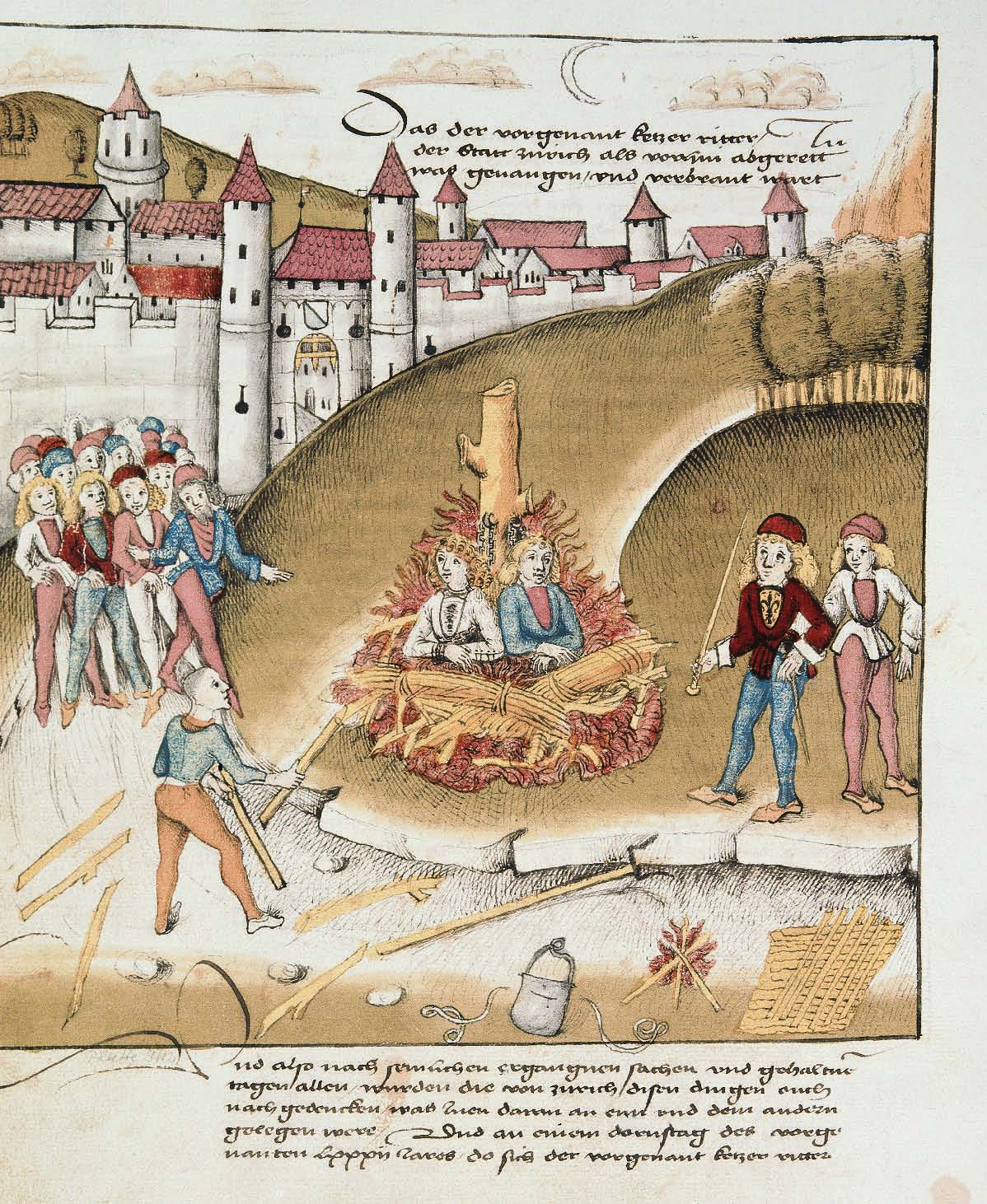
Executie van sodomieten — Zwitsers, rond 1483

Desondanks werd de strafbaarheid van homoseksuele handelingen aanvankelijk vooral ingezet als middel om vijanden te chanteren of te beschuldigen, zoals bij de moord op koning Eduard II van Engeland of de liquidatie van de Tempeliers door koning Filips IV van Frankrijk. Bovendien werden sodomieten doorgaans alleen aangepakt als dit tot sociale onrust leidde, bijvoorbeeld bij aanranding of verkrachting van kinderen. Rechtbanken hielden zich vaker bezig met buitenechtelijk geslachtsverkeer tussen man en vrouw, dan met seksuele handelingen tussen mannen onderling, mede omdat dat laatste niet tot buitenechtelijke kinderen kon leiden. Wegens sodomie werden in de vijftiende en zestiende eeuw in Brugge 161 personen vervolgd, in Gent 65, in Brussel 36 en in Mechelen slechts 24.:37-38
Als uitzondering hierop kwam het in bepaalde plaatsen en periodes soms wel tot een heftigere vervolging van homoseksuelen, bijvoorbeeld tijdens de Late Middeleeuwen in Spanje en Noord-Italië, waarbij honderden terechtstellingen plaatsvonden. Zo werd in de stad Florence, nadat daar door een pestepidemie het inwoneraantal van 120.000 geslonken was tot 40.000, in 1432 de commissie van de Officieren van de Nacht (Gli Ufficiali di Notte) ingesteld, die uitsluitend diende om sodomie te bestrijden. Als reden hiervoor vermoedt men de wil om de seksuele vrijheid van jonge mannen te beperken en ze tot een huwelijk aan te sporen. De straf voor sodomie was doorgaans slechts een geldboete, maar juist daardoor lukte het een bijna totalitaire greep op de zaak te krijgen. Hierdoor kwam aan het licht dat seksuele handelingen tussen jonge mannen zeer wijdverbreid waren en bij de alledaagse sociale omgang hoorden. De Officieren van de Nacht werden pas 70 jaar later, in 1502, weer opgeheven, nadat zij 17.000 personen hadden laten arresteren en 3000 daarvan hadden veroordeeld.:46

### Zestiende - achttiende eeuw
De strafbaarheid van sodomie werd voor het Heilige Roomse Rijk, waar destijds ook de Nederlanden toe behoorden, gecodificeerd in de Constitutio Criminalis Carolina (CCC). Deze strafwetgeving werd in 1532 door keizer Karel V uitgevaardigd en bleef geldig tot het eind van de achttiende eeuw. Artikel 116 daarvan luidde in moderne vertaling:
Straf voor ontucht die tegen de natuur ingaat. Verder, wanneer een mens met een dier, een man met een man, een vrouw met een vrouw ontucht bedrijft, hebben zij het leven verspeeld en zullen zij naar algemeen gebruik met het vuur van het leven in de dood gebracht worden.
In Engeland werd sodomie verboden in de zogeheten Buggery Act van 1533, die door koning Hendrik VIII werd uitgevaardigd. Wie schuldig werd bevonden kon worden terechtgesteld door middel van ophanging en al zijn bezittingen konden worden geconfisqueerd. Hendrik VIII liet op basis van deze wet katholieke kloosterlingen terechtstellen en eigende zich hun kloostergoederen toe, vergelijkbaar met de manier waarop in de veertiende eeuw de Tempelorde werd geliquideerd. In Frankrijk werden sodomieten bij de eerste keer veroordeeld tot verlies van de testikels, bij de tweede keer tot verlies van het geslachtsdeel en bij de derde keer tot de dood door verbranding. Naar schatting werden tussen 1540 en 1700 in Europa zo'n 1600 mensen wegens sodomie veroordeeld.

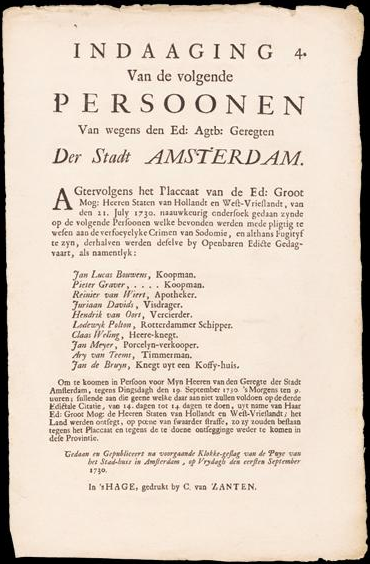
Plakkaat uit 1730, waarin tien mannen van sodomie beschuldigd worden en voor de rechtbank gedaagd worden

Ondanks de strafbaarstelling bleef in het Heilige Roomse Rijk het aantal terechtstellingen van homoseksuelen beperkt tot een klein aantal gevallen. Zo werden in Pruisen tussen 1700 en 1730 twaalf mannen ter dood gebracht op basis van artikel 116 van de CCC, waarvan negen wegens ontucht met dieren en slechts drie wegens seksuele handelingen met mannen. De doodstraf werd in deze gevallen voltrokken door onthoofding en aansluitende verbranding van de lijken.
In de Zuidelijke Nederlanden was het aantal openbare terechtstellingen van sodomieten na 1600 sterk afgenomen. Na het geruchtmakende proces tegen de befaamde beeldhouwer Hiëronymus Duquesnoy in 1654 was Nicolaes Godtgast in 1658 de laatste persoon die hier wegens sodomie op de brandstapel eindigde. De oorzaak voor deze daling is niet bekend, maar het is mogelijk dat men in heksen een nieuwe zondebok had gevonden: hun vervolging nam in de zeventiende eeuw sterk toe. De weinige sodomieprocessen die nog gevoerd werden vonden in het geheim plaats, en om de indruk te wekken dat deze zonde was uitgeroeid werd doorgaans ook van publieke terechtstelling afgezien. Voor het reguleren van de moraal werd de individuele biecht bij een priester effectiever geacht.:70 e.v.
Daarentegen was er in Spanje en de Spaanse koloniën in de Nieuwe Wereld in de zeventiende eeuw juist een recordaantal terechtstellingen van sodomieten. In Frankrijk werd vanaf het eind van de zeventiende eeuw terechtstelling middels de brandstapel vervangen door een gevangenisstraf of verbanning. Sodomieten werden sindsdien echter wel versterkt in de gaten gehouden door de politie, die daarvoor o.a. veroordeelde sodomieten strafvermindering beloofde wanneer zij hun soortgenoten aangaven. In 1725 zou Parijs op zo'n 500.000 inwoners ongeveer 20.000 sodomieten hebben geteld. Doordat overheden zich terughoudender opstelden, konden zich met name in de achttiende eeuw ontmoetingsplaatsen, bovenlokale netwerken, een subtiele subcultuur en de aanzet tot een eigen identiteit van sodomieten ontwikkelen.:89 e.v., 115
In Londen en in de Republiek der Zeven Verenigde Nederlanden kwam het in de achttiende eeuw tot een grootschaligere vervolging van homoseksuelen. In de Republiek speelde dit in de jaren 1730-1731, toen tijdens de Utrechtse sodomieprocessen een circuit van sodomieten werd opgerold. Zeker twaalf mannen werden geëxecuteerd en vervolgens spoelde een golf van homofobie over de Republiek. In Den Haag werden 73 processen voor de plaatselijke rechtbank en voor het Hof van Holland gevoerd. De meeste sodomieten werden bij verstek veroordeeld tot levenslange verbanning. Veertien werden geëxecuteerd en één pleegde zelfmoord tijdens zijn vlucht.
Dezelfde golf leidde tot 44 processen in Amsterdam, waarvan er 6 op executie en één op zelfmoord uitdraaiden. Ten slotte werd een climax bereikt in een reeks processen in het Groninger dorpje Faan, dat uitliep op de executie van tweeëntwintig mannen die door Rudolf de Mepsche van sodomie beschuldigd waren. Dat tijdens deze processen zoveel gevallen van sodomie aan het licht kwamen werd door tijdgenoten gezien als een gevolg van zedenverval en verlies van deugden als eenvoud en spaarzaamheid. Daardoor kon de Republiek worden aangetast met deze besmettelijke ziekte die samen met andere uitingen van decadentie uit Italië moest zijn gekomen.
In de Republiek vond de laatst bekende terechtstelling wegens sodomie plaats in 1803 in Schiedam.:39 Wie naar de Zuidelijke Nederlanden wist te vluchten, was daar vrij - er werden gedurende de achttiende eeuw nog wel zo'n tien onderzoeken ingesteld, die doorgaans zeer grondig waren, maar nog maar zelden tot een veroordeling leidden.:93 e.v.

### Negentiende en twintigste eeuw

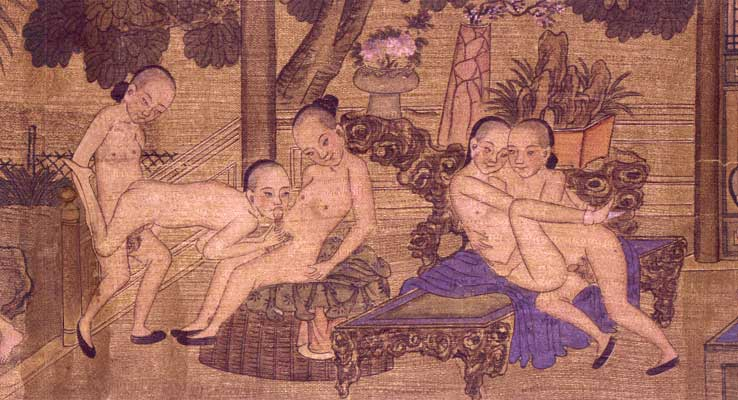
Jongemannen vermaken zich met elkaar — China, Tsj'ing-dynastie, eind negentiende eeuw

Uit de verlichting volgde dat wetten niet meer op religieuze denkbeelden gebaseerd mochten zijn. Zodoende werd de dood door de brandstapel afgeschaft, al werden homoseksuele handelingen nog wel als tegennatuurlijk gezien. Na de Franse Revolutie was sodomie niet langer strafbaar en dit werd bevestigd in het nieuwe Franse wetboek van strafrecht, de Code Pénal van 1810, die in 1811 ook in de Noordelijke Nederlanden werd ingevoerd. Hoewel de doodstraf was afgeschaft konden homoseksuele handelingen echter nog wel bestraft worden wegens schennis van de openbare eerbaarheid, dan wel wegens aanranding of verkrachting van een minderjarige. Het verlaagde de drempel voor vervolging en bestraffing van homoseksuelen door de politie aanzienlijk.:413-436:122-133
De Franse wetgeving werd overgenomen in landen als Nederland, België, Luxemburg, Beieren, Italië, Spanje en Portugal. Hiermee bevond het protestantse Nederland zich in gezelschap van louter katholieke landen waar homoseksuele handelingen tussen volwassen mannen voortaan toegestaan waren. In de andere protestantse landen, met name Pruisen en Engeland, bleef de strafbaarheid namelijk bestaan. Zo werden vanaf 1805 in Engeland en Wales nog 55 mannen wegens sodomie opgehangen, alvorens in 1835 de doodstraf door een gevangenisstraf vervangen werd. Door dit verschil ontstond in Noordwest-Europese landen een impuls om eveneens voor de afschaffing van strafbaarheid te strijden - het begin van de homo-emancipatie.:48 De eerste niet-Europese landen die homoseksueel gedrag legaliseerden waren Brazilië in 1830 en het Ottomaanse rijk in 1858. In Thailand is homoseksualiteit nooit strafbaar geweest.

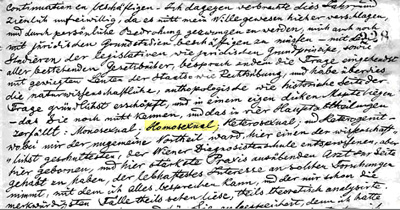
Brief van Karl Maria Kertbeny uit 1869 met daarin de allereerste vermelding van het woord homosexual

In de loop van de negentiende eeuw werden diverse benamingen bedacht om de vroegere sodomieten op een meer neutrale en wetenschappelijke manier aan te duiden. Zo sprak de Duitse jurist Karl Heinrich Ulrichs vanaf 1864 van uranisme om seks tussen mensen van gelijk geslacht aan te duiden, waarbij hij de mannen urningen en de vrouwen urninden noemde. Uraniërs werden ook wel het derde geslacht genoemd, een term die ook de Duitse arts Magnus Hirschfeld soms gebruikte, hoewel hij zelf van mening was dat alle mensen zowel mannelijke als vrouwelijke eigenschappen hadden. De Hongaars-Oostenrijkse journalist Karl Maria Kertbeny bedacht vervolgens in 1869 de woorden homoseksualiteit en heteroseksualiteit, die sinds het begin van de twintigste eeuw algemeen gangbaar zijn geworden. Daarmee was de basis gelegd voor een eigen identiteit die, anders dan de louter op de seksuele handelingen gerichte sodomie, voortaan de hele persoonlijkheid van homoseksuelen omvatte.
In Nederland werd met de invoering van de Zedelijkheidswet van 1911 homoseksuele contact tussen een meerderjarige en een minderjarige onder de 21 jaar verboden op basis van artikel 248-bis van het Wetboek van Strafrecht. In totaal zijn ca. 5000 mannen op basis van dit wetsartikel vervolgd, met een hoogtepunt in de jaren 1950. Tussen 1947 en 1966 lag het aantal vervolgingen voortdurend boven de 100 per jaar, terwijl het vóór de oorlog slechts 1 keer boven de 100 was gekomen. Artikel 248-bis werd uiteindelijk afgeschaft in 1971, waardoor de minimumleeftijd voor homoseksuele contacten weer gelijk werd aan die voor heteroseksuele contacten, en dus weer op 16 jaar kwam te liggen. In 1989 werd de minimumleeftijd voor seksuele contacten in het algemeen verlaagd tot 12 jaar, maar in 2002 werd deze weer opgetrokken naar 16 jaar, als gevolg van een toenemende onrust over seksueel kindermisbruik.:105, 142

### Nazi-Duitsland
In nazi-Duitsland waren homoseksuele handelingen strafbaar, maar er was geen gecoördineerd beleid om alle homoseksuelen uit te roeien (zoals dat wel voor de Joden en de zigeuners het geval was), waardoor deze vervolging meer een incidenteel dan een systematisch karakter had. Overigens werden lesbiennes niet op deze manier vervolgd omdat vrouwen volgens Hitler seksueel passief waren. Tussen 1933 en 1945 werden naar schatting 100.000 homoseksuelen op grond van paragraaf 175 geregistreerd of opgepakt. Daarvan werden ongeveer 50.000 mannen veroordeeld, de meesten tot gevangenisstraf of tuchthuis, maar tussen de 10.000 en 15.000 van hen kwamen in een concentratiekamp terecht, waarvan 53% om het leven kwam. Daarnaast werden enkele honderden mannen door de rechter tot castratie veroordeeld. In de concentratiekampen moesten homoseksuelen als herkenningsteken een roze driehoek dragen, dat vanaf de jaren 1970 een geuzenteken in de emancipatiestrijd werd.
Nadat Nederland door de Duitsers bezet was, voerden dezen op 3 augustus 1940 de Verordening tot bestrijding van tegennatuurlijke ontucht (Vo 81/40) in. Daardoor werden voortaan ook homoseksuele handelingen tussen volwassenen strafbaar, met een maximale gevangenisstraf van 4 jaar. Omdat deze nieuwe regeling het oude artikel 248-bis overlapte, halveerde het aantal veroordelen op basis van dat artikel van ongeveer 40 naar 20 per jaar. Op basis van Vo 81/40 werden in de eerste drie bezettingsjaren eveneens ruim 20 veroordelingen per jaar uitgesproken. Voor de laatste twee oorlogsjaren is niets gedocumenteerd. Daarnaast zijn minimaal 43 zaken tegen Nederlanders door Duitse rechtbanken behandeld. In totaal zullen dan minstens 160 Nederlandse mannen wegens homoseksuele handelingen door de Duitsers veroordeeld zijn. In de meeste gevallen kregen zij een gevangenisstraf, slechts een enkeling is in een concentratiekamp beland.:95 e.v. Daarnaast zijn er nog wel homoseksuelen geweest die in een kamp terechtkwamen, maar dan omdat zij Joods waren of in het verzet zaten, zoals de homoseksuele verzetsstrijder Willem Arondeus. De enige Nederlander die na de oorlog werd erkend als oorlogsslachtoffer vanwege vervolging om zijn homoseksuele geaardheid was de Groninger Tiemon Hofman (1925-1997).

### 21ste eeuw
In bepaalde delen van de wereld worden ook heden ten dage nog homoseksuelen vervolgd. Sodomie is in landen waar de Islamitische wetgeving Sharia richtinggevend is, een halsmisdrijf. Zo werden op 20 juli 2005 twee Iraanse jongens van 18 en 17 jaar, Mahmud Asgari en Ayez Marhoni, opgehangen nadat hun relatie door hun eigen familie was aangegeven. Behalve in Iran staat op homoseksualiteit de doodstraf in Jemen, Mauritanië, Saoedi-Arabië, Soedan en de Verenigde Arabische Emiraten. Levenslange gevangenisstraffen kunnen worden gegeven in Bangladesh, Guyana, de Maldiven, Nepal, Singapore en Oeganda. In Oeganda werd eind 2009 een wetsvoorstel in behandeling genomen om de straffen aanzienlijk te verscherpen. De doodstraf zou mogelijk worden voor mensen die homoseksuele seks hebben terwijl ze hiv-positief zijn. Om wereldwijd de discriminatie van homoseksuele mannen en vrouwen en aanverwante seksuele minderheden te bestrijden werden in 2006 de Jogjakarta-beginselen geformuleerd.

Juridische positie van homoseksuelen wereldwijd

## Emancipatie en acceptatie
De emancipatie van homoseksuelen wordt doorgaans, net als andere emancipatiebewegingen, onderverdeeld in enkele fases:
De eerste fase, legalisering begon eind negentiende eeuw en bestond uit de strijd tegen de wettelijke discriminatie en strafbaarstelling. In veel landen waren homoseksuele handelingen strafbaar, in het buitenland tussen personen van elke leeftijd, in Nederland echter alleen die tussen een meerderjarige en een minderjarige beneden de 21 jaar (volgens art. 248-bis van het Wetboek van Strafrecht). Deze eerste fase van de emancipatie profiteerde onder meer van nieuwe wetenschappelijke inzichten, waardoor homoseksualiteit niet meer als een religieuze zonde, maar als een lichamelijke ziekte of als een psychische afwijking gezien ging worden. Dit betekende dat homoseksuelen er weinig aan konden doen en dat een maatschappelijke veroordeling ervan dus onterecht was. Hierbij speelde het werk van de Duitse seksuoloog en voorvechter van homorechten Magnus Hirschfeld (1868-1935) en de Amerikaanse bioloog Alfred Kinsey (1894-1956), die beiden over de homoseksuele geaardheid publiceerden, een belangrijke rol.

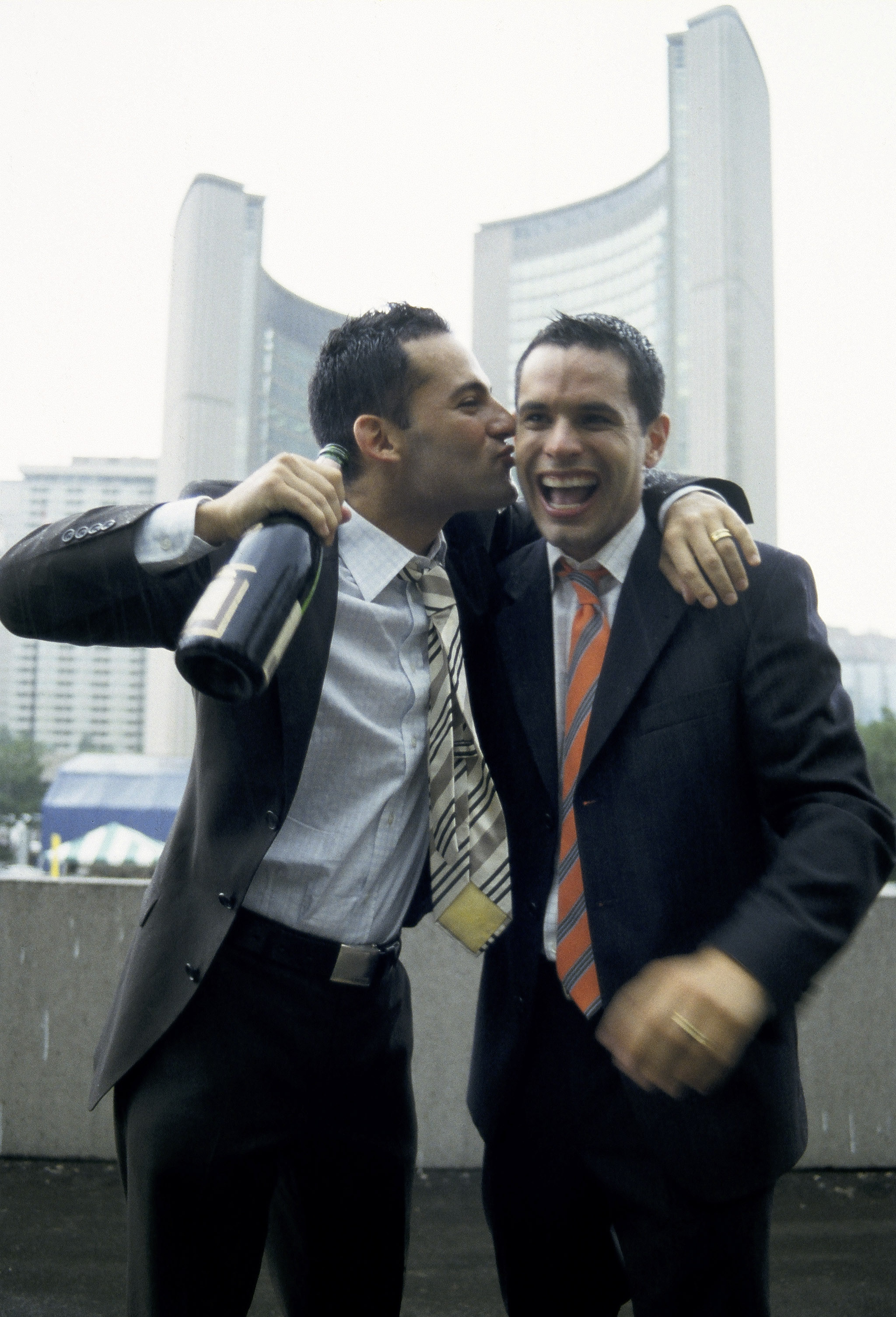
Een van de eerste huwelijksparen van gelijk geslacht in Canada

De tweede fase van de homo-emancipatie, gelijke rechten, begon in de jaren 1970 en ging om het bevechten van gelijke rechten en van een eigen plaats in de samenleving. Er kwamen allerlei activiteiten om bestaande patronen en vooroordelen te doorbreken, zoals de Gay Pride Parades, die sinds de tweede helft van de jaren 1970 in Nederland en België onder de naam Roze Zaterdag plaatsvinden. De vroegere onderdrukking en vervolging werd gememoreerd met de onthulling van het Homomonument in 1987. In combinatie met de seksuele revolutie heeft dit ertoe geleid dat in veel westerse landen homoseksualiteit (zowel de geaardheid als de activiteit) gelegaliseerd werd. Zo is bijvoorbeeld sinds 1990 homoseksualiteit ook niet meer opgenomen in de lijst van geestesziekten van de Wereldgezondheidsorganisatie en bepaalde het Amerikaanse Hooggerechtshof in 2003 dat het verbod op homoseksualiteit ongrondwettig was. Als sluitstuk van deze fase wordt wel de erkenning van het homohuwelijk gezien. Dit gebeurde voor het eerst in 2001 in Nederland, waarna in 2003 België volgde en het in 2013 in 15 landen wettelijk mogelijk was om een huwelijk tussen mensen van gelijk geslacht te sluiten. In andere landen waar nog geen homohuwelijk bestaat wordt soms wel al voorzien in een geregistreerd partnerschap.
Als een derde fase wordt gezien het realiseren van sociale acceptatie van homoseksualiteit. Nadat in landen als Nederland de juridische gelijkstelling van homoseksuelen grotendeels voltooid is, wil men vervolgens voorkomen dat homo's, lesbiennes, biseksuelen en transgenders in het sociale leven gediscrimineerd worden. Daartoe wordt onder andere op scholen voorlichting over homoseksualiteit gegeven, om daarmee vooroordelen en homofobie weg te nemen. Deze fase in de homo-emancipatie kreeg extra noodzaak door gevallen van antihomoseksueel geweld, voortkomend uit machogedrag en de straatcultuur, zowel onder autochtone als onder allochtonen jongeren.

### Nederland
In Nederland zijn de rechten in verband met homoseksualiteit gelijk aan die in verband met heteroseksualiteit, behalve bij het afstammings- en adoptierecht. De sociale acceptatie is bij sommige bevolkingsgroepen nog beperkt.

## Homocultuur

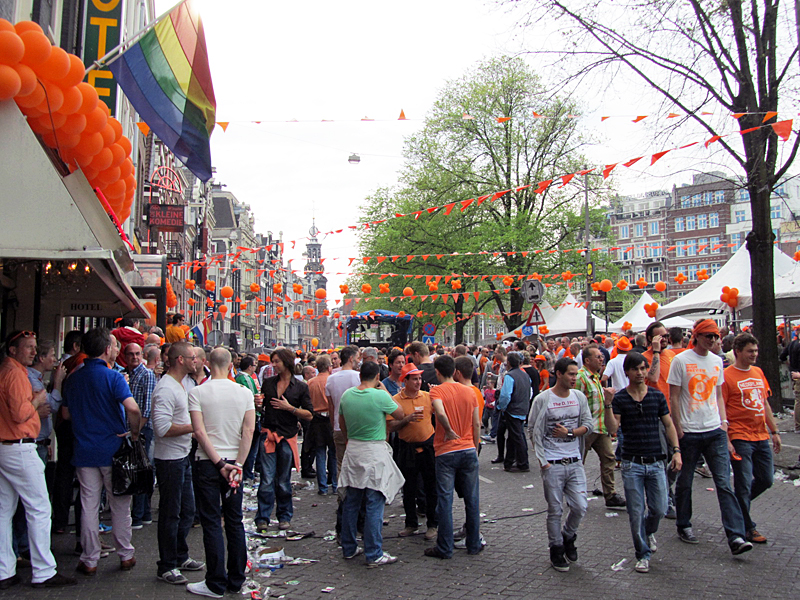
Straatfeest bij de homocafés langs de Amstel, ter gelegenheid van Koninginnedag op 30 april 2012

Homocultuur is een subcultuur van homoseksuelen, lesbiennes, biseksuelen en transseksuelen die een referentiekader delen van gemeenschappelijke opvattingen, gedragscodes en symbolen en die in de samenleving tot uiting komt in de politiek, kunst, literatuur, media, ontmoetingsplaatsen en evenementen.
Omdat homoseksualiteit eeuwenlang verboden was, ontstonden pas vanaf de achttiende eeuw de eerste vormen van een homocultuur. Aanvankelijk was dit nog ondergronds en verborgen en maakten Britse homoseksuelen omwille van hun veiligheid zelfs gebruik van Polari, maar met de opkomende homo-emancipatie tegen het einde van de negentiende eeuw ontstonden geleidelijk aan steeds meer voorzieningen voor homoseksuelen.
Vanaf de jaren 1970 werden homo's ook publiekelijk zichtbaar, met name door de Gay Pride Parades in vele steden wereldwijd en het in de media optreden van openlijk homoseksuele personen en dragqueens.
Indien een bedrijf, een land of een persoon zich afschildert als liberaal, modern en tolerant door zich homovriendelijk te gedragen en ruim baan te geven aan homocultuur, met de intentie daarmee bepaalde misstanden te verhullen, is er sprake van pinkwashing.